# Insel der Schwäne (Film)
Der Jugendfilm Insel der Schwäne ist ein DEFA-Drama aus dem Jahr 1983, das in der DDR heftige Kontroversen auslöste. Der Film entstand unter der Regie Herrmann Zschoches als Adaption von Ulrich Plenzdorf nach dem gleichnamigen Kinder- und Jugendbuch von Benno Pludra.

## Handlung
Der 14-jährige Stefan Kolbe lebt auf dem Lande. Das Leben dort gefällt ihm. Es hält für ihn viele Abenteuer in der Natur mit seinem Freund Tasso bereit. Doch gegen seinen Willen muss er nach Berlin umziehen, wo seine Familie eine Wohnung in einer trostlosen, im Bau befindlichen Großwohnsiedlung erhalten hat, in der sein Vater als Bauarbeiter arbeitet. Hier lernt er Hubert kennen, einen schüchternen und ängstlichen Jugendlichen. Mit ihm schließt er schnell Freundschaft. Hubert wird von Windjacke erpresst, einem älteren jugendlichen Raufbold, der der Erwachsenenwelt verbal höflich entgegentritt, Jüngere aber grundlos drangsaliert.
Auch mit Mädchen kommt Stefan schnell in Kontakt. Die Mitschülerinnen Rita und Anja verlieben sich beide in ihn. Aus seinem ihm eigenen Gerechtigkeitssinn findet Stefan jedoch wenig Zeit für die Mädchen, sondern versucht seinem Freund zu helfen, sich gegen den Widersacher Windjacke zur Wehr zu setzen. Er begleitet Hubert und übernimmt eine Art Beschützerfunktion. Er ermutigt ihn, sich gegen den Raufbold zu wehren. Durch Windjacke bedingte Gefahren werden dabei durch die von Menschen gebaute Umwelt verstärkt: So bergen der Fahrstuhl von Stefans Neubau ebenso wie die gegenüberliegenden Rohbauten Orte des Konflikts und der Auseinandersetzung. Währenddessen träumt Stefan seinen stetigen Wunsch nach Rückkehr in die Natur, zu Tasso und zu seiner Insel der Schwäne.
Zum anderen versucht Stefan etwas gegen die Trostlosigkeit seiner neuen Wohngegend zu unternehmen. Sein Vater hatte versprochen, den Wünschen der jüngeren Nachbarskinder zu entsprechen und durch die Bauarbeiter einen schönen Spielplatz mit grünen Wiesen und Tunneln anlegen zu lassen. Doch stattdessen wird der Vater wortbrüchig: der durch die Kinder abenteuerlich in Eigeninitiative gebaute provisorische Kinderspielplatz wird von den Bauarbeitern zubetoniert. Das Verhältnis zwischen Vater und Sohn steckt in einer Krise.
Es kommt zur finalen Auseinandersetzung zwischen Windjacke und Stefan. Beim Kampf zwischen den Jugendlichen in einem Rohbau droht Windjacke, Stefan in einen leeren Aufzugsschacht hinunter zu stoßen. Doch Stefan kann ausweichen, und so droht nun Windjacke hinab zu stürzen. Stefan kann ihn aber noch in letzter Sekunde retten.

## Kritik
- Filmdienst: „Ehrlicher und sozialkritischer Film, der für die Belange junger Menschen eintritt, die (nicht nur in der ehemaligen DDR) seelisch zu ersticken drohen.“[4]

## Besonderheiten
Der Film ist sehr realitätsnah und nüchtern inszeniert. Er schildert die Lebenssituation von Jugendlichen in der DDR der 80er Jahre.
Selbst der DDR-Regierung damals unbequeme Themen werden erwähnt, wie z. B. die Tatsache, dass man von einer Hochhauswohnung Aussicht auf den Funkturm in Westberlin hat oder dass Westgeld begehrt war. Andere kritische Momente wurden vor der Uraufführung zensiert.
Der Film hält sich dabei nicht an die literarische Vorlage. Das betrifft nicht nur die Ausführlichkeit, sondern auch die Handlung. So ist z. B. ein finaler Kampf zwischen Stefan und Windjacke im Buch nicht vorhanden.
Ort der Handlung des Films ist das Neubaugebiet Marzahn zwischen Alt-Marzahn, der heutigen Landsberger Allee und Springpfuhl. Das Buch – 1980 veröffentlicht – spielt in den sechs Hochhäusern auf der innerstädtischen Fischerinsel. Der Buchtitel erhält damit eine mehrfache Bedeutung.

## Kontroversen und Zensur
In der DDR setzten erste politisch motivierte Auseinandersetzungen um Insel der Schwäne nach Fertigstellung des Rohschnittes 1982 ein. Kulturpolitische Behörden verweigerten die Freigabe für den Kino-Betrieb der DDR. Unliebsame Sequenzen mussten herausgeschnitten werden, so zum Beispiel der Text eines Kinderliedes, das sich kritisch mit dem Wortbruch des Vaters bei der Spielplatz-Auseinandersetzung befasst. Ebenso eine Szene, aus der hervorgeht, dass Windjacke bei seinen ahnungslosen Großeltern (Marga Legal und Robert Trösch) aufwächst, die antifaschistische Widerstandskämpfer waren. Darüber hinaus mussten Szenen nachgedreht werden, in denen Stefan die Vorteile des Neubauwohnens hervorhebt. Außerdem war in der Ursprungsfassung das Ende offen und unklar, ob Stefan es schafft, Windjacke aus dem Schacht zu retten.
Trotz dieser Veränderungen hagelte es nach der Uraufführung in der DDR-Presse heftigste politisch motivierte Kritik. Insbesondere in der Jungen Welt und im Neuen Deutschland unter Federführung von Horst Knietzsch wurde gegen Insel der Schwäne polemisiert: Die DDR-Realität werde verzerrt, Errungenschaften des DDR-Sozialismus, der Wohnungsneubau in der DDR, werde zu einer „Beton-Welt“ herabgewürdigt.

## Presse-Quellen der DDR
- „Das ist wieder kein DEFA-Film über uns!“, Junge Welt, 3. Mai 1983
- „Ein DEFA-Film auf der Schattenseite“ (Hans Eggert), Junge Welt, 13. Mai 1983
- „Verstellte Sicht auf unsere Wirklichkeit“ (Horst Knietzsch), Neues Deutschland, 4. Mai 1983

## Auszeichnungen
Für ihre Rolle der Frau Meinelt wurde Nebendarstellerin Monika Lennartz 1984 auf dem 3. Nationalen Spielfilmfestival der DDR gemeinsam mit Simone von Zglinicki (Erscheinen Pflicht) preisgekrönt. Die Vergabe weiterer Preise an Insel der Schwäne wurde dagegen wegen der zu kritischen Sicht des Films auf Anordnung staatlicher Instanzen verhindert.